# اللغة النقية (كتاب)
زبان باك أو اللغة النقية (الفارسية: زبان پاک) هي رسالة كتبها أحمد كسراوي، وهو مؤلف إيراني، عام 1944، تحتوي على طبعة من اللغة الفارسية، والتي تظهر بعض الصعوبات في صقل اللغة.
رأى كسراوي أن إحدى خطوات تقدم إيران وتحقيق المجتمع الديمقراطي هي إصلاح اللغة الفارسية على غرار التركية التي أصلحَت لغتها من التركية العثمانية. كان كتاب "زبان باك" من أوائل الأعمال التي سعت إلى تقديم تحسينات للغة الفارسية. وجد كسراوي كلمات ميتة من اللغة الفارسية الوسطى وفضل استخدامها على الكلمات المستعارة من اللغة العربية. الحركة التي بدأها كسراوي، والمعروفة اليوم باسم "ساره فارسي"، تحاول استخدام الكلمات الإيرانية الأصلية.

## الفكرة الرئيسة
نشأت الفكرة الأولية لإصلاح اللغة الفارسية بعد أن أصبح كسراوي مطلعًا على لغة الإسبرانتو العالمية. استوحى فكرته من مبادئ علم المعاجم والقواعد النحوية للغة الإسبرانتو، أجرى ما اعتبره تصحيحات وتحسينات على اللغة الفارسية. يقول كسراوي في هذا الصدد: إذا سمعت أن الدكتور زامنهوف قد ابتكر لغة تسمى الإسبرانتو من قواعد المعرفة، والتي تعتبر سهولتها مذهلة، فيجب علينا أن نتبع نفس القواعد في تزيين اللغة الفارسية وجعل هذه اللغة سهلة للغاية.
في الواقع، رأى كسراوي طريقتين لتصحيح اللغة الفارسية، استوحاهما من تغيير اللغة التركية العثمانية إلى التركية الحديثة:
1. تغيير الأبجدية الفارسية العربية إلى اللاتينية [الإنجليزية]: حيث كان هناك لغات كثيرة استبدلَت الأبجدية العربية منها اللغة التركية، والأذرية، الأزبكية، والكازاخية، والتتارية، والكردية السورانية، والماليزية (الجاوي)، والسواحيلية، والإيغورية.
2. تقويم اللغة الفارسية من الكلمات الأجنبية والعربية وتحسين استخدام الكلمات الأصلية على غرار التركية.[6]

في زمن كسراوي، كانت تستخدم التعابير والكلمات العربية كثيرًا ولم تكن مختلفة عن النص العربي. وقد انتقد ذلك بشدة ودعا إلى تسهيل اللغة الفارسية حتى يتمكن المبتدئون من تعلمها بسهولة.

## قدرة كسراوي المعرفية
وقد أجرى كسراوي بحثًا موسعًا في كتابه السابق "الأذرية أو اللغة القديمة في أذربيجان" لإثبات أن اللغة الأذرية اليوم لها جذور فارسية. عندما كان طفلًا، بالإضافة إلى اللغة الأذرية، تعلم أيضًا اللغتين العربية والفارسية. كما قام هو نفسه بنشر مقالات في الصحف العربية ووُزعَت الكتب بهذه اللغة في مصر. كما ألف أول كتب المعرفة لتعليم هذه اللغة بمعرفته اللغوية ومنها كتابا "الدرة الثمينة" و"خلاصة النحو". ومن كتبه الأخرى: التشييع والشيعة باللغة العربية. كما نشر أولى المقالات عن الإسبرانتو في المجلات العربية. قام كسراوي بتدريس اللغة العربية في المدرسة الأمريكية التذكارية، حيث تعلم أيضًا اللغة الإنجليزية بشكل جيد. ساعده تعلم اللغة الإنجليزية على استخدام الكتب بتلك اللغة واللغات الأوروبية الأخرى.

## تحول السكرتير الفارسي
في أطروحته "زبان باك"، يقترح كسراوي تغيير الأبجدية الفارسية المُعتمدة على العربية. بالنسبة للأبجدية التي يجب أن تحل محلها، فقد اعتقد أنه سيكون من الأفضل إنشاء أبجدية جديدة، ولكن بسبب بعض القيود، فإنه يتجاهل هذا ويقترح أنه سيكون من الأفضل في النهاية استخدام نفس النص اللاتيني الذي تبنته لغات أخرى، وإنشاء كلمات جديدة فقط مع وجود علامات في أسفل أو أعلى الجمل.

## روابط خارجية
- وجيه نامه (القاموس) في آخر خطاب الكتاب